# Sang chaud et Chambre froide
Pour plus de détails, voir Fiche technique et Distribution.
Sang chaud et chambre froide (titre original : Aufschneider, "Ouvreur" en français) est un téléfilm autrichien de David Schalko (de), diffusé la première fois en avril 2010, produit pour ORF et Arte.

## Synopsis
Le Dr Fuhrmann, médecin pathologiste, a des idées sur la vie qui apparaissent excentriques et qui peuvent offenser sa famille et son entourage professionnel, lui amenant des problèmes. Son grand opposant est le Dr Böck, chirurgien, qui est toujours sur son chemin. C'est pourquoi Fuhrmann essaie toujours de lui trouver une faute professionnelle.
Fuhrmann a de nouveaux assistants, Winkler et sa fille Feli, qui vient de préférer déménager chez sa mère. Feli jette souvent un œil sur Winkler, ce qui déplaît à son père. Karin, son ex-femme, commence à fréquenter le chef Dr Böck, qui devient l'objet de la jalousie de Fuhrmann.
La collègue de Fuhrmann, la Dr Wehninger, enlève avec son aide le corps de son père décédé du service de pathologie pour qu'il ne subisse pas d'autopsie. Le corps est ensuite ramené dans d'étranges circonstances. Fuhrmann et Wehninger se rapprochent. Mais le détournement est dénoncé et Fuhrmann suspendu.
Le Dr Böck opère un fils de Kadhafi mais se trompe de genou, il est lui aussi suspendu. L'ex-femme de Fuhrmann découvre sa grossesse, ce qui met à l'aise Böck très mal à l'aise. Fuhrmann aussi n'est pas ravi de cet événement. De plus, sa fille, Feli, est tombée elle aussi enceinte. Après avoir couché avec Wehninger, Fuhrmann découvre une étrangeté sur sa poitrine et décide de s'opérer lui-même. Après s'être évanoui, il est sauvé par le Dr Böck. Le nœud est en fait un kyste.
Une intrigue secondaire est un commerce de cornées de personnes décédées entre les deux agents de pathologie et l'employée de pompes funèbres, Anke.

## Fiche technique
- Titre : Sang chaud et Chambre froide
- Titre original : Aufschneider
- Réalisation : David Schalko (de), assisté de Thomas Wolkerstorfer
- Scénario : Josef Hader, David Schalko
- Direction artistique : Hubert Klausner, Hannes Salat
- Costumes : Amanda Frühwald
- Photographie : Marcus Kanter
- Son : Thomas Poetz
- Montage : Evi Romen
- Production : John Lüftner, David Schalko
- Sociétés de production : Arte, Superfilm (de)
- Société de distribution : Österreichischer Rundfunk (ÖRF)
- Pays d'origine :  Autriche
- Langue : allemand
- Format : Couleurs
- Genre : Comédie
- Durée : 2 x 90 minutes
- Date de première diffusion :  Autriche : 13 avril 2010 (pour la première partie) et 16 avril 2010 (pour la seconde) (Sortie en DVD : le 9 avril 2010).

## Distribution
- Josef Hader (V. F. : Michel Dodane) : Dr. Hermann Fuhrmann
- Oliver Baier (de) (V. F. : Nicolas Marié) : Dr. Philipp Böck
- Ursula Strauss (V. F. : Isabelle Langlois) : Karin Fuhrmann
- Pia Hierzegger: Dr. Susanne Wehninger
- Tanja Raunig (de): Feli Fuhrmann
- Manuel Rubey: Winkler
- Georg Friedrich: Moritz
- Raimund Wallisch: Max
- Meret Becker: Anke
- Simon Schwarz: Le directeur Hollender
- Murali Perumal: Rachid, le chauffeur de taxi
- Josef Kukla: Le père de Wehninger
- Adele Neuhauser: Une docteur
- Christoph Grissemann (de): Un sans-abri
- Max Meyr (de): Fredl, portier de nuit
- Fanny Krausz: Vroni
- Thomas Mraz: Manni

## Autour du téléfilm
- À l'origine, cela devait être une série de six épisodes, mais il a été décidé de le concentrer en deux. Une suite, selon les informations de l'ÖRF, n'est pas exclue[2].
- Le tournage a lieu entre avril et juin 2009 à Vienne et en Basse-Autriche.
- Dans le générique d'ouverture, l'ÖRF diffuse l'image d'un cadavre masculin tandis qu'Arte diffuse des vues au microscope.

## Source de traduction
- (de) Cet article est partiellement ou en totalité issu de l’article de Wikipédia en allemand intitulé « Aufschneider » (voir la liste des auteurs).